# Salgado de São Félix
Salgado de São Félix é um município brasileiro localizado na Região Geográfica Imediata de Itabaiana, estado da Paraíba. A população do município contava com 11.505 pessoas, segundo o IBGE (Instituto Brasileiro de Geografia e Estatística), na contagem do Censo 2022, distribuídos em 202 km² de área.
É um município com notáveis eventos turísticos como a festa da pedra do sino em Feira Nova; o carnaval das águas em Acauã Mirim; as frequentes visitas à barragem de Acauã, na divisa com Natuba e Itatuba; as trilhas ecológicas pela zona rural. Além disso, destaca-se os eventos religiosos em alusão à São Félix de Cantalice no distrito sede; Santo Antônio em Canto Alegre; Nossa Senhora Aparecida em Rua Nova e São José no povoado de Juá.

## Etimologia
Segundo o livro Você conhecendo a sua cidade Salgado de São Félix, a denominação da cidade provém de um rio de águas salobras que banha a região:
(...) «Como o rio [que banha a região] possui água salgada, o célebre missionário Frei Caetano chamou-o de ‘riacho Salgado’, isso por causa do calcário existente na serra da Margarida, que tem sido utilizado para construção e também para a produção de cal por usinas e engenhos. Por outro lado, São Félix deriva de uma figura em madeira trazida pelos padres cantalices italianos, tornando-o então o padroeiro da povoação.»

## História
Em meados do século XVIII fundamentos da Missão do Pilar, dos padres jesuítas capuchinos, deram origem ao atual município. Em volta da Missão, existia reduzido números de casas, tendo a primeira capela foi construída em 1876, no mesmo local onde hoje se encontra a igreja matriz de São Félix.
Em 1943, o então distrito de Salgado integrado ao município de Tabaiana — atualmente Itabaiana (Paraíba) — passou a denominar-se Aburá. Pela lei estadual n° 135, de 30 de setembro de 1948, o distrito de Aburá foi redenominado Salgado de São Félix e com este nome foi elevado à categoria de município pela lei estadual n° 2.610, de 5 de dezembro de 1961, desmembrado de Itabaiana (Paraíba).

## Geografia
O município está incluído na área geográfica de abrangência do semiárido brasileiro, definida pelo Ministério da Integração Nacional em 2005. Esta delimitação tem como critérios o índice pluviométrico, o índice de aridez e o risco de seca.
O município de Salgado de São Félix possui, além do Distrito Sede, um Distrito Oficial, que é Dois Riachos, criado pela Lei Estadual nº 4234 de 19 de maio de 1981. Além desses, possui várias aglomerações urbanas, denominadas de povoados, em todo o território do município, com destaque para o Povoado de Canto Alegre I (Félix Ferreira), Canto Alegre II, Canto Alegre II, Rua Nova, Juá de Salgado e Distrito de Feira Nova.
A Economia do município gira em torno dos serviços públicos da Administração Municipal, bem como da agricultura e pecuária. Na pecuária destaca-se a Carcinicultura (Criação de camarão marinho Lithopenaeus vanammei ), pequenas criações de de bovinos, suínos, tilápia e a apicultura. 
A agricultura se desenvolve através de pequenas irrigações ao longo das margens do Rio Paraíba, com hortaliças como principal atividade. O plantio de Algodão Agroecológico colorido é destaque no município desde o ano de 2014, quando a cultura passou a ser plantada e seus produtos comercializados, de forma integrada, para uma empresa internacional.
O artesanato em papel é uma das atividade informais que se destacam na microeconomia das comunidades locais, com destaque para a confecção de artigos de festa, agendas de trabalho, cadernetas de saúde, crochê, entre outros produtos. O município se destaca ainda com a presença de artistas plásticos, pintores de telas com reconhecido trabalho local e na região.  